# Padre Ramos
Padre Ramos är en badort, en halvö och en comarca i kommunen El Viejo, Nicaragua. Den ligger i naturreservatet Estero Padre Ramos vid Stillahavskusten i landets västra del, vid en lång sandstrand vid mynningen av Padre Ramos estuariet. Comarcan har 618 invånare (2005).

## Aktiviteter
Padre Ramos ligger vid norra änden av en nio kilometer lång sandstand som sträcker sig ner till Los Manzanos förbi Los Zorros och Jiquilillo, med fina möjligheter för bad, simning och surfing. Norr om orten finns ett stort estuarium med vidsträckta mangroveskogar och ett rikt fågelliv som kan ses med kayak eller organiserade båtturer.

## Transporter
Det finns reguljär busstrafik till departementets huvudort Chinandega via komunhuvudorten El Viejo. Till Venecia, precis norr om estuariets en kilometer breda mynning, tar man sig bäst med båt. Alternativet är en 60 kilometer och 90 minuter lång bilfärd runt hela estuariet.